# Mercat Nou metróállomás
Mercat Nou egyike a Spanyolországban található barcelonai metró metróállomásainak.

## Metróvonalak
Az állomást az alábbi metróvonalak érintik:
- 1-es metróvonal

## Kapcsolódó állomások
Az állomáshoz az alábbi állomások vannak a legközelebb:
- Santa Eulàlia (Hospital de Bellvitge, 1-es metróvonal)
- Plaça de Sants (Fondo, 1-es metróvonal)